# Hypocala moorei
Hypocala moorei là một loài bướm đêm trong họ Noctuidae.